# Jefté
Jefté es un personaje bíblico, juez de Israel por seis años, miembro de la tribu de Gad, hijo de Galaad. En el Libro de los Jueces se le muestra guiando a los israelitas a la batalla contra los amonitas, y como resultado de un voto, termina sacrificando a su hija.

## Vida

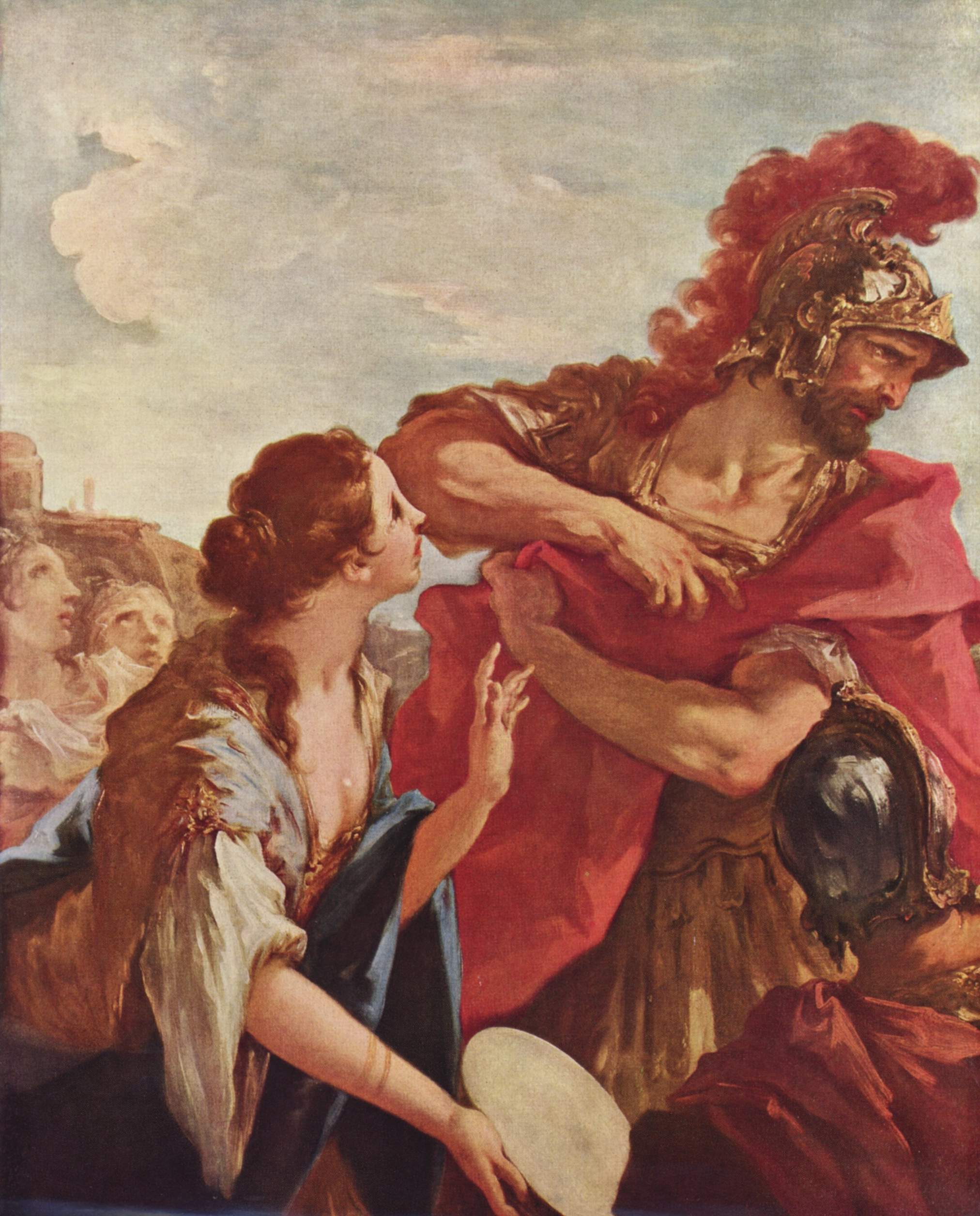
El regreso de Jefté, de Giovanni Antonio Pellegrini.

Los israelitas habían vuelto a adorar a Baal y Astaroth, lo que despertó la ira de Dios, (el Dios de los israelitas prohíbe tales actos en su primer mandamiento y les advierte de "visitas a la maldad" de los que le aborrecen, porque es celoso), que los hizo que comenzara una guerra entre ellos y los filisteos y los amonitas (Jue. 10 6-7).
Hijo de Galaad, Iftaj fue desheredado y expulsado por sus medio hermanos, por lo que se trasladó a la región de Tob (según la traducción actual de los manuscritos arameos, el lugar donde estaba Jefté se llamaba Tauta). Sin embargo, los ancianos de Galaad intentaron convencerlo de que los liderara en la guerra contra los amonitas, iniciada poco tiempo antes, a lo que Jefté se negó, a menos que después de la guerra conservara la posición de liderazgo, cosa que los ancianos aceptaron (Jue, 11, 1-11).
Jefté, luego de haber amenazado a los amonitas juró que el primero que atraviese la puerta de mi casa para salir a saludarme después de mi victoria sobre los amonitas, será para Yavé y lo sacrificaré por el fuego (Biblia Latinoamericana) o cualquiera que me saliere a recibir de las puertas de mi casa, cuando volviere de los Amonitas en paz, será de Jehová, y le ofreceré en holocausto (Reina Valera).
Luego ganó la batalla con facilidad (HaShem los puso en sus manos). Al volver victorioso, lo sale a recibir su única hija (Jue. 11,34). Él se lamenta (rasga sus vestiduras), pues no puede echarse atrás en su promesa. Su hija le dice que debe honrar su promesa. Le pide a su padre llorar su virginidad por dos meses, y vuelve a cumplir el voto (Jue. 11,32-40). Interpretando literalmente lo que dice la biblia, a diferencia del sacrificio no realizado de Abraham (impedido por un ángel), el de Jefté sí fue consumado.

## Sacrificio de su hija
Según Voltaire, esta historia es un vestigio de los antiguos sacrificios judíos, mientras que otros sostienen que Jefté sólo ofreció la vida de su hija al servicio de Yahveh, y que ella se mantuvo virgen toda la vida a pesar de que la biblia estipula la ejecución del acto del holocausto.
Hay fuentes, como por ejemplo la Enciclopedia Católica, que interpretan que tal comportamiento sería normal dado el salvajismo de la población y la falta de respeto a la ley mosaica por parte de la mayoría de los judíos en ese momento, además de apuntar la existencia de otros votos contemporáneos al Dios de los israelitas de similar carácter bárbaro.

### Hipótesis de Bullinger
Ethelbert William Bullinger explica que el prefijo hebreo "ו" que es traducido en el verso 31 como "y" también podía significar "o" para los hebreos, comenta que hay abundantes versos bíblicos donde dicho prefijo es traducido como "o". (Ejemplos de la traducción del prefijo como "o": Genesis 41:44, Éxodo 20:4, Números 16:14, Deuteronomio 3:24, 2 Samuel 3:29, 1 Reyes 18:10, etc.)
De esta manera el texto explicaría que la niña sería dedicada a Jehová y no ofrecida en holocausto, pues Jefté elegiría entre dos opciones.
Este verso apropiadamente traducido sería:

«cualquiera que salga de las puertas de mi casa a recibirme cuando yo regrese victorioso de los amonitas, será de Jehová o lo ofreceré en holocausto».
Jueces 11:31

De esta manera cobraría más sentido el final del relato donde sólo se indica que la hija de Jefté nunca conoció varón, y no muestra indicios de un asesinato o de holocausto:

Pasados los dos meses volvió a su padre, quien cumplió el voto que había hecho. La hija de Jefté nunca conoció varón.
Jueces 11:39

Hay un ejemplo claro en Números 8:11 de cuando Aarón ofrece los Levitas a Jehová; cual el propósito del ofrecimiento.
Cuando se ofrecía un cordero en ofrenda quemada el sacerdote no podía participar de ella comiendo una parte del animal, como sí podía hacerlo en los otros tipos de sacrificios de corderos: la ofrenda quemada era una dedicación total para el Dios de los judíos. El voto que haría pues Jefté no sería el de matar y quemar en sacrificio al primero que le saliera a recibir de su casa cuando volviera victorioso, lo que él habría prometido según Bullinger sería dedicar enteramente al dios de los judíos a esa primera persona que lo saliera a recibir, dedicándola solamente al servicio de Dios. Esto no es congruente con otros versos bíblicos que indican impunidad por sacrificio humano.
Según la explicación extraída de algunos estudios bíblicos Jefté no habría prometido matar y quemar a nadie, sino dedicar dicha persona al servicio de Yahveh y, por lo tanto, entre las normas establecidas por éste y la actitud de Jefté, habría que suponerse que no hay controversia para los creyentes.
| Predecesor: Jaír | Juez de Israel | Sucesor: Ibzán |